# Tale
Tale (nemško Tallach) je naselje v Občini Šentjakob v Rožu v Okraju Beljak-dežela na Koroškem v Avstriji.